# Windacher Daunkogel
De Windacher Daunkogel is een 3348 meter hoge bergtop en is de meest westelijke bergtop van de hoofdketen van de Stubaier Alpen in de Oostenrijkse deelstaat Tirol.
De top, die gelegen is op het grondgebied van de gemeente Längenfeld, is via de 3186 meter hoge pas Warenkarscharte verbonden met de 3347 meter hoge Warenkarspitze. Naar het noordwesten verloopt de Sulztalkam via de 3103 meter hoge Wütenkarsattel. Ten noorden van de bergtop ligt de gletsjer Sulztalferner, op de zuidwestelijke flank ligt de Wütenferner en in het zuiden en zuidoosten de Warenkarferner. Verder naar het oosten liggen in de hoofdkam achtereenvolgens de Westlicher en de Östlicher Daunkogel (3301 respectievelijk 3330 meter) en de Stubaier Wildspitze (3341 meter).

## Beklimming
De kortste klim naar de top voert in ongeveer anderhalf uur vanaf de Hochstubaihütte (3174 meter) over de Warenkarferner naar de Warenkarscharte, vanwaar over de zuidwestelijke graat de top bereikt kan worden. Sinds enkele jaren ontstaan echter steeds vaker problematische spleten in het gletsjerijs van de Warenkarferner. Een andere beklimmingsmogelijkheid voert dan vanaf de Hochstubaihütte naar de Warenkarseitenspitze, waarna men over een gletsjervrij stuk op de Warenkarscharte bij de zuidwestelijke graat van de Windacher Daunkogel kan geraken. Beide beklimmingen kennen een UIAA-moeilijkheidsgraad I.